# Nicolinha
Nicola Avallone Junior (Bauru, 1919 - São Paulo, 20 de setembro de 2010) também conhecido como Nicolinha, foi um economista e político brasileiro.
Como político foi prefeito da cidade de Bauru e deputado estadual por São Paulo.